# 5473 Yamanashi
5473 Yamanashi este un asteroid din centura principală de asteroizi.

## Descriere
5473 Yamanashi este un asteroid din centura principală de asteroizi. A fost descoperit pe 5 noiembrie 1988 la Yatsugatake de Yoshio Kushida și Osamu Muramatsu. Asteroidul prezintă o orbită caracterizată de o semiaxă mare de 2,39 ua, o excentricitate de 0,16 și o înclinație de 8,0° în raport cu ecliptica.